# Tsjetsjeens-Ingoesjetische Autonome Socialistische Sovjetrepubliek
De Tsjetsjeens-Ingoesjetische Autonome Socialistische Sovjetrepubliek (Tsjetsjeens: Нохч-ГӀалгӀайн АССР;
Nochtschh Ghalghajn ASSR, Russisch: Чечено-Ингушская АССР; Tsjetsjeno-Ingoesjskaja ASSR), kortweg TsjI ASSR (ЧИ АССР), was een autonome socialistische sovjetrepubliek van de Sovjet-Unie. De hoofdstad was Grozny. Bij de volkstelling van 1979 omvatte het gebied 19.300 km² en had het een bevolking van 1.277.000 inwoners, waaronder 611.000 Tsjetsjenen en 135.000 Ingoesjen.

## Voorgeschiedenis
In de tweede helft van de 18e en begin 19e eeuw sloten een aantal gemeenschappen van Tsjetsjenië en Ingoesjetië, voornamelijk in het laagland, zich eerder gewillig aan bij het Russische rijk, maar worden beiden officieel beschouwd als deel van het Russische Rijk na de afloop van de Kaukasusoorlog (1817-1864). Na de Russische Revolutie in 1917 en de val van het kortstondige emiraat Noord-Kaukasus, sloten de beide gebieden zich uiteindelijk op 20 januari 1921 aan bij de, bij oprichting nog sterk autonome, Sovjetrepubliek der Bergvolkeren. Op 30 november 1922 werd de Tsjetsjeense Autonome Oblast hiervan afgescheiden en toegevoegd aan de RSFSR. Op 7 juli 1924 werd de Sovjetrepubliek der Bergvolkeren opgeheven en werd de Ingoesjetische Autonome Oblast gecreëerd binnen de RSFSR.

## Geschiedenis
Op 15 januari 1934 werden de Tsjetsjeense en Ingoesjetische autonome oblasten samengevoegd tot de Tsjetsjeens-Ingoesjetische Autonome Oblast, die op 5 december 1936 werd omgevormd tot de Tsjetsjeens-Ingoesjetische ASSR binnen de RSFSR.
Tijdens de Tweede Wereldoorlog werd het gebied van 1942 tot 1943 gedeeltelijk bezet door de Duitse nazitroepen. 40.000 Tsjetsjenen dienden toen in het Rode Leger. In 1944, na de beschuldiging van Stalin dat de bergvolken hadden gecollaboreerd met de nazi's en zich wilden afscheiden, werd de bevolking van de Tsjetsjeens-Ingoesjetische ASSR samen met andere bergvolken en Wolgaduitsers naar Centraal-Azië gedeporteerd en werd de ASSR ontbonden. Het gebied werd onderdeel van de oblast Grozny. 
In 1957, na de terugkeerregeling door Nikita Chroesjtsjov, werd de Tsjetsjeens-Ingoesjetische ASSR uit de RSFSR opnieuw opgericht. 
In november 1990 verklaarde de Tsjetsjeense leider Dzjochar Doedajev het gebied onafhankelijk en in mei 1991 werd een onafhankelijke Tsjetsjeens-Ingoesjetische Republiek uitgeroepen. Deze werd later onderverdeeld in de onafhankelijke Tsjetsjeense republiek Itsjkerië en in Ingoesjetië.